# ГЕС Флемінг-Горж
ГЕС Флемінг-Горж – гідроелектростанція у штаті Юта (Сполучені Штати Америки). Використовує ресурс із Грін-Рівер, правої притоки Колорадо (на території Мексики впадає до Каліфорнійської затоки).
В межах проекту річки перекрили бетонною арковою греблею висотою 153 метри, довжиною 392 метри та товщиною від 8 (по гребеню) до 40 (по основі) метрів, яка потребувала 754 тис м3 матеріалу. Вона утримує водосховище з площею поверхні 170 км2 та об’ємом 4673 млн м3, в якому можливе коливання рівня між позначками 1750 та 1841 метр НРМ.
Через водоводи діаметром по 3 метри ресурс надходить до пригреблевого машинного залу, обладнаного трьома турбінами типу Френсіс потужністю по 50,7 МВт. Вони працюють при напорі 122 метра та забезпечують виробництво 344 млн кВт-год електроенергії на рік.
Управління роботою станції здійснюється дистанційно з диспетчерського центру в Монтроз (штат Колорадо).